# Apró nőszirom
Az apró nőszirom (Iris pumila) a nősziromfélék családjának névadó nemzetségébe tartozó, Magyarországon is honos évelő növényfaj.

## Származása, elterjedése
Valaha valóságos szőnyegként borította a Kárpát-medence több kistáját, így a Pest környéki homokhátakat is. Mára a tépdeséstől erősen megritkult. Gyakran forgatják ki a kopárok fásításakor is. Vad állományai találhatók a Kaukázusban, Oroszország nyugati részén, és Európa egyéb déli és keleti országaiban is. Észak-Amerikába betelepítették. Magyarországon többek közt a Kisalföld, a Mátra, valamint a Keszthelyi-fennsík területén él.

## Alfajai
- Iris pumila subsp. attica (Boiss. & Heldr.) K.Richt.
- Iris pumila subsp. pumila

## Jellemzői
Vastag gyöktörzse a föld alatt terjeszkedik.
Kard alakú, 4–20 milliméter széles levelei tőlevélrózsában nőnek, ennek közepéből emelkedik ki az 5–10 centiméter magas, egyszerű virágszár, aminek végén egy nagy fejű, rendszerint sötétlila vagy halványsárga virág nyílik. A lepellevél csöve megnyúlt, a külső lepelcimpák szakállasak, hátrahajlók, a belsők a virág közepe felé összehajlanak.
Termése tok.

## Életmódja, élőhelye
Rendszerint sziklagyepekben, löszfalak szélén virít. Március–májusban nyílik.

## Védelme és fenntartása
Markovics Tibor, az Őrségi Nemzeti Park Igazgatója által vezetett kőszegi Chernel-kert Arborétumban a növényfaj szaporítása és fenntartása folyik.